# АЭС Траусвинит
Атомная электростанция Траусвинит (англ. Trawsfynydd nuclear power station, валл. Atomfa Trawsfynydd) — выведенная из эксплуатации атомная электростанция с реакторами типа Магнокс, расположенная в национальном парке Сноудония в Гуинете, Уэльс. Станция, которая была введена в эксплуатацию в 1965 году, была единственной атомной электростанцией в Великобритании, построенной на суше, с охлаждающей водой, которая бралась из искусственного водохранилища Траусвинит, которое также снабжает гидроэлектростанцию Ментрог. Она была закрыта в 1991 году. Ожидалось, что запланированный вывод из эксплуатации компанией Magnox Ltd займёт почти 100 лет, но в 2021 году правительство Уэльса организовало реконструкцию электростанции с использованием небольших реакторов.

## История
Электростанция, получившая своё название от соседней деревни Траусвинит, была спроектирована Бэзилом Спенсом. Строительство, которое было предпринято консорциумом с участием Crompton Parkinson, International Combustion, Fairey Engineering и Richardsons Westgarth, и известное как Atomic Power Constructions (APC), началось в июле 1959 года, и оба реактора были в эксплуатации к марту 1965 года, а станция полностью открылась в октябре 1968 года и обошлась в 103 миллиона фунтов стерлингов. У станции было два реактора Магнокс общей мощностью 470 мегаватт (МВт). Реакторы были поставлены консорциумом APC, а турбины — компанией Richardsons Westgarth. Строительные работы были выполнены компаниями Holland, Hannen & Cubitts и Trollope & Colls. Консультантом по архитектуре зданий был сэр Бэзил Спенс, а ландшафтным архитектором — Сильвия Кроу.
Ядерные баллоны были доставлены в Траусвинит по участку бывшей железной дороги Бала-Блайнау-Фестиниог, которая была закрыта в январе 1961 года. Единственная колея была восстановлена на север с совершенно новой линией через центр Блайнау-Фестиниог, которая соединилась с ответвлением Конуи-Вэлли. В 1963-1964 годах козловой кран «Голиаф» был установлен на подъездных путях примерно в 0,8 км к востоку от электростанции. Начиная с 20 апреля 1964 года ядерные колбы можно было перевозить по железной дороге между такими пунктами назначения, как Селлафилд в Камбрии. Последний поезд с ядерными материалами из Траусвинита отправился 22 апреля 1997 года, буксируемый EWS Loco 37426. Впоследствии линия была законсервирована. В 2016 году энтузиасты, желающие создать историческую железную дорогу, начали вырубку растительности вдоль маршрута, но с тех пор их деятельность была остановлена и ведутся переговоры о новой лицензии на расчистку.

## Вывод из эксплуатации
Траусвинит была закрыта в 1991 году. Magnox Ltd, дочерняя компания Управления по выводу из эксплуатации ядерных объектов, вывод площадку  из эксплуатации. Ожидается, что работа продлится десятилетия.
Начиная с 1993 года высокорадиоактивные отработавшие топливные стержни были удалены из обоих реакторов Магнокс и отправлялись по железной дороге в Селлафилд. Это было завершено в 1997 году. Отходы среднего уровня — например, со стенок бассейнов-охладителей или труб — будут тщательно удаляться с помощью роботов в течение следующих десятилетий. Загрязнённый материал хранится в специально спроектированном здании на территории станции. В конечном итоге он будет удалён для глубокого захоронения на предлагаемом в Великобритании объекте геологического захоронения. Между 2020 и 2026 годами верхние части двух зданий реакторов должны были быть частично снесены, чтобы уменьшить их высоту, но стальные активные зоны реакторов, в которых размещались топливные стержни, не будут удалены, потому что они всё ещё слишком радиоактивны. Окончательную расчистку территории планируется начать в 2071 году. Ожидается, что к 2083 году этот район будет восстановлен до доядерного состояния; это 124 года после начала строительства и 92 года после закрытия электростанции Траусвинит.

## Восстановление
Правительство Уэльса решило реконструировать станцию с использованием малогабаритных реакторов в качестве шага к достижению целей Великобритании по сокращению выбросов углерода. В 2021 году правительство выбрало Майка Тайнана из Westinghouse, возглавить компанию, которой поручено разработать новые реакторы. 20 мая 2022 года правительство объявило, что NDA будет работать с Cwmni Egino (компания Уэльского агентства развития) над освоением земли, прилегающей к площадке для малого модульного реактора (ММР) мощностью 300 МВт. Cwmni Egino заявила, что теперь будет обсуждать с заинтересованными сторонами и надеется объявить о планах в течение одного года. В декабре 2022 года второй консорциум представил свои предложения по использованию SMR собственной конструкции в качестве конкуренции первоначальной заявке.